# Dolichopeza (Nesopeza) vyasa
Dolichopeza (Nesopeza) vyasa is een tweevleugelige uit de familie langpootmuggen (Tipulidae). De soort komt voor in het Oriëntaals gebied.